# Браница (Болгария)
Браница (болг. Браница) — село в Болгарии. Находится в Хасковской области, входит в общину Харманли. Население составляет 145 человек.

## Политическая ситуация
В местном кметстве Браница, в состав которого входит Браница, должность кмета (старосты) исполняет Иван Димитров Сенков (коалиция трёх партий: Болгарская социалистическая партия, Болгарская социал-демократия, политический клуб «Фракия») по результатам выборов.
Кмет (мэр) общины Харманли — Михаил Христов Лисков (коалиция трёх партий: Болгарская социалистическая партия, Болгарская социал-демократия, политический клуб «Фракия») по результатам выборов.